# Восхищение

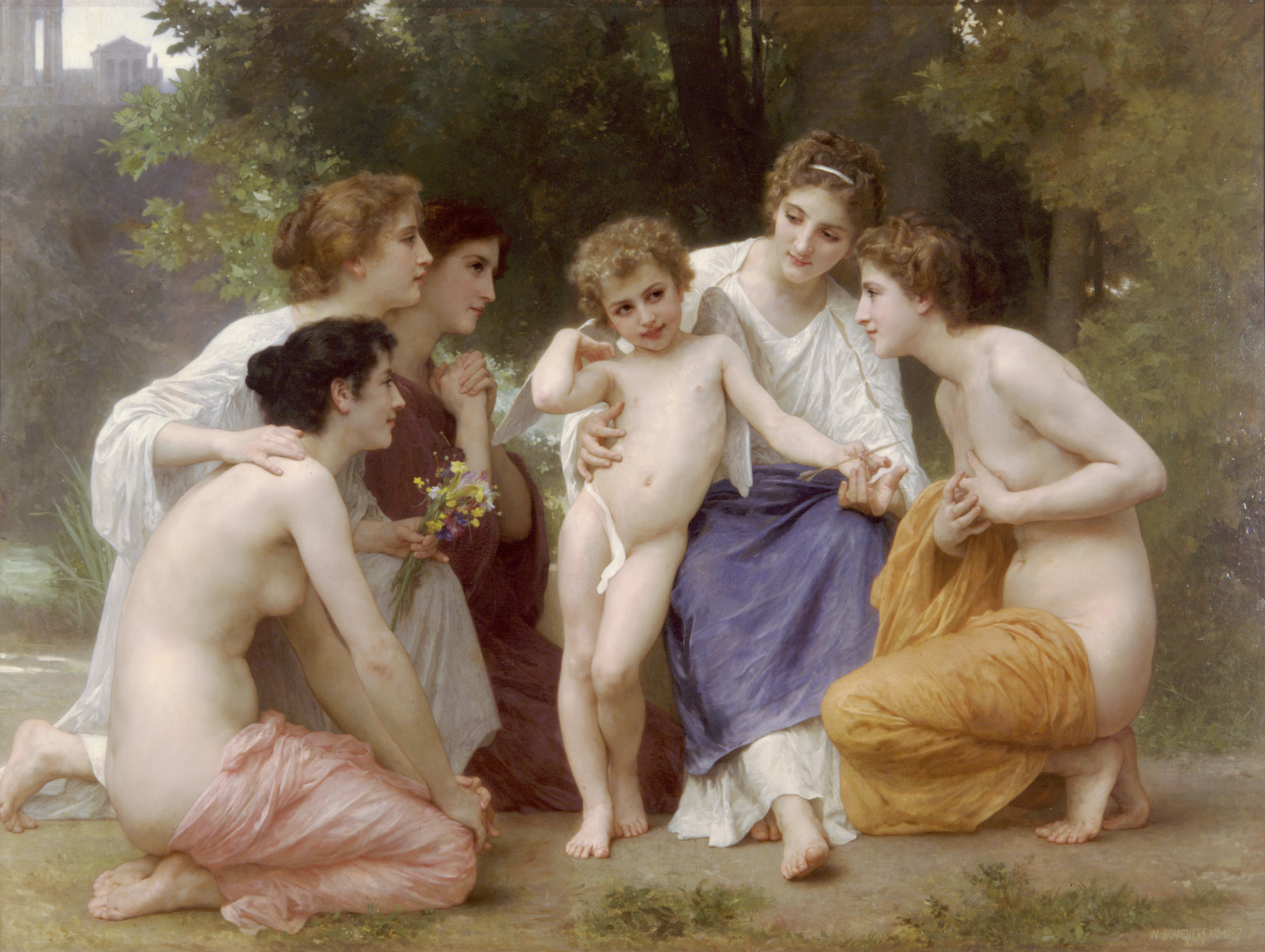
Восхищение Вильяма Бугро, 1897

Восхище́ние — это социальная эмоция, вызываемая одобрением людей, демонстрирующих свой талант или умения, превосходящие общепринятые стандарты. Восхищение облегчает социальное обучение в группах и мотивирует к самосовершенствованию через обучение по ролевой модели.

## Определение
Сара Элгоу и Джонатан Хайдт включают восхищение в категорию одобрительных эмоций, наряду с благоговением, превознесением и благодарностью. Они предполагают, что восхищение — это эмоция, которую мы испытываем к ненравственному совершенству (то есть наблюдаем акт превосходного мастерства), тогда как превознесение — это эмоция, которую мы испытываем к нравственному совершенству (то есть наблюдаем невиданный душевный порыв). Другие авторы разделили эти эмоции на восхищение мастерством и восхищение добродетелью. Ричард Смит категоризирует восхищение как внешнеориентированную ассимилирующую эмоцию, побуждающую индивида стремиться быть похожим на тех, кем он восхищается. Он противопоставляет восхищение зависти (другой внешнеориентированной сопоставительной эмоции), предполагая, что зависть заставляет нас чувствовать себя расстроенными способностями других людей, в то время как восхищение поднимает настроение и мотивирует.

## Предназначение
Обучение навыкам столь важно для эволюции, что мы получили способность чувствовать себя позитивно от действий талантливых и умелых людей, чтобы внять им и повторить их действия.

## Достижимость
Исходя из мнения, что восхищение — это функция познания и самосовершенствования, некоторые авторы предложили, что восхищение появляется только тогда, когда мы считаем, что улучшение возможно для нас, однако одно эмпирическое исследование предположило обратное, что восхищение — это пассивное созерцание чужого превосходства, в то время как зависть — это побудительный мотив, который срабатывает при ощущении достижимости предмета восхищения.

## Связанные с ним типы поведения

### Поведение в отношении себя
С использованием фМРТ было показано, что восхищение может быть связано с более высоким уровнем когнитивных процессов, участвующих в мотивации (например, планирование, достижение целей), но также связано с уменьшением уровня активации механизмов, демонстрируя, что восхищение — это физически возбуждаемая эмоция.

### Поведение, касающееся социума
По некоторым данным, восхищение также связано с желанием контакта и близости с объектом восхищения.